# Landtagswahl in Württemberg-Baden 1950
- SPD: 34
- DVP: 22
- DG/BHE: 16
- CDU: 28

Bei der Landtagswahl in Württemberg-Baden am 19. November 1950 wurde die SPD erstmals stärkste Partei. Ministerpräsident Reinhold Maier (DVP) blieb im Amt. Die Wahl fand am gleichen Tag wie die Landtagswahl in Hessen 1950 und eine Nachwahl im Bundestagswahlkreis Arnsberg – Soest statt.

## Ergebnisse
| Partei | Stimmen | Stimmanteil | Sitze |
| ------ | ------- | ----------- | ----- |
| SPD    | 476.262 | 33,0 %      | 34    |
| CDU    | 379.487 | 26,3 %      | 28    |
| DVP    | 303.510 | 21,0 %      | 22    |
| DG/BHE | 212.431 | 14,7 %      | 16    |
| KPD    | 70.368  | 4,9 %       | 0     |

- Stimmberechtigte: 2.563.402
- Abgegebene Stimmen: 1.476.865
- Ungültige Stimmen: 34.807
- Wahlbeteiligung: 57,6 %[1]

## Ursachen
Das Wahlergebnis war geprägt durch den Rückgang der Wahlbeteiligung von 71,7 % auf 57,6 % und den erstmaligen Antritt der DG/BHE. Die Gewinne der Vertriebenenpartei gingen vor allem zu Lasten der CDU.
Mitbestimmend für die Wahlentscheidung waren bundespolitische Themen: die umstrittene Westintegration, die in der Darstellung der SPD auf Kosten der deutschen Einheit ging und die Wiederaufrüstung, die im Hinblick auf den Koreakrieg intensiv diskutiert wurde. Die KPD halbierte angesichts des nordkoreanischen Angriffskrieges ihre Wahlergebnisse.
Sowohl die Wahl in Hessen, wie auch die in Württemberg-Baden zeigte ein einheitliches Bild: Verluste von CDU und KPD, denen Gewinne der Vertriebenenpartei gegenüberstanden.
Aus Sicht der CDU war die Niederlage in beiden Ländern auch eine Folge der Großen Koalition, die die Position der CDU unscharf erscheinen ließ.

## Folgen
Die Allparteienregierung des Kabinetts Maier II wurde durch die Sozialliberale Koalition aus DVP und SPD abgelöst. Entgegen der Stärke der Koalitionsparteien setzte die DVP durch, dass Reinhold Maier Ministerpräsident im Kabinett Maier III blieb.

## Rechtsgrundlagen und Wahlverfahren
Rechtsgrundlage war das vom Landtag am 3. August 1950 beschlossene Gesetz Nr. 372 über die Landtagswahlen (Landtagswahlgesetz) vom 5. Oktober 1950.
Die Abgeordneten wurden auf Grund von Wahlvorschlägen für die 26 Wahlkreise (Kreiswahlvorschläge) und auf Grund von Wahlvorschlägen für das ganze Land (Landeswahlvorschläge) gewählt. 85 Sitze entfielen auf die Kreiswahlvorschläge, 15 auf die Landeswahlvorschläge. Wahlberechtigt waren Bürger ab 21 Jahren.

## Wahlkreiseinteilung
Die Wahl erfolgte in 26 Wahlkreisen.
| Nr. | Wahlkreis                    | Landesbezirk | Beschreibung                                |
| --- | ---------------------------- | ------------ | ------------------------------------------- |
| 1   | Wahlkreis Stuttgart          | Württemberg  | Stadt Stuttgart                             |
| 2   | Wahlkreis Aalen              | Württemberg  | Landkreis Aalen                             |
| 3   | Wahlkreis Backnang           | Württemberg  | Landkreise Backnang und Schwäbisch Hall     |
| 4   | Wahlkreis Böblingen          | Württemberg  | Landkreis Böblingen                         |
| 5   | Wahlkreis Crailsheim         | Württemberg  | Landkreise Crailsheim und Mergentheim       |
| 6   | Wahlkreis Eßlingen           | Württemberg  | Landkreis Esslingen                         |
| 7   | Wahlkreis Göppingen          | Württemberg  | Landkreis Göppingen                         |
| 8   | Wahlkreis Heidenheim         | Württemberg  | Landkreis Heidenheim                        |
| 9   | Wahlkreis Heilbronn          | Württemberg  | Stadt Heilbronn und Landkreis Heilbronn     |
| 10  | Wahlkreis Leonberg           | Württemberg  | Landkreise Leonberg und Vaihingen/Enz       |
| 11  | Wahlkreis Ludwigsburg        | Württemberg  | Landkreis Ludwigsburg                       |
| 12  | Wahlkreis Nürtingen          | Württemberg  | Landkreis Nürtingen                         |
| 13  | Wahlkreis Öhringen           | Württemberg  | Landkreise Öhringen und Künzelsau           |
| 14  | Wahlkreis Schwäb. Gmünd      | Württemberg  | Landkreis Schwäbisch Gmünd                  |
| 15  | Wahlkreis Ulm                | Württemberg  | Stadt Ulm und Landkreis Ulm                 |
| 16  | Wahlkreis Waiblingen         | Württemberg  | Landkreis Waiblingen                        |
| 17  | Wahlkreis Karlsruhe-Stadt    | Baden        | Stadt Karlsruhe                             |
| 18  | Wahlkreis Bruchsal           | Baden        | Landkreis Bruchsal                          |
| 19  | Wahlkreis Heidelberg-Stadt   | Baden        | Stadt Heidelberg                            |
| 20  | Wahlkreis Heidelberg-Land    | Baden        | Landkreis Heidelberg                        |
| 21  | Wahlkreis Karlsruhe-Land     | Baden        | Landkreis Karlsruhe                         |
| 22  | Wahlkreis Mannheim-Stadt     | Baden        | Stadt Mannheim                              |
| 23  | Wahlkreis Mannheim-Land      | Baden        | Landkreis Mannheim                          |
| 24  | Wahlkreis Mosbach            | Baden        | Landkreise Mosbach und Sinsheim             |
| 25  | Wahlkreis Pforzheim          | Baden        | Stadt Pforzheim und dem Landkreis Pforzheim |
| 26  | Wahlkreis Tauberbischofsheim | Baden        | Landkreise Tauberbischofsheim und Buchen    |

## Gewählte Mitglieder
- Liste der Mitglieder des zweiten Landtages von Württemberg-Baden